# Мікулашовиці
Мікулашовиці (чеськ. Mikulášovice, в минулому нім. Nixdorf ) — місто у Дечинському районі Устецького краю у Чехії.
Тут проживає близько 2200 жителів.

## Географія
Місто розташоване у долині потоку Мікулашовиці (Nixdorf Bach) на висоті 414 метрів над рівнем моря, на заході Чехії біля кордону з Німеччиною. Між Мікулашовиці та німецьким містом Зебніц, що знаходиться за 7 км на північний захід, знаходиться пагорб Танечніце (598 м.)

## Історія
В XII столітті тут проживало кілька родин шахтарів. Мейсенський єпископ заснував тут село, в якому була збудована дерев'яна каплиця, св. Миколая. Поступово населення починає більше орієнтуватися на сільськогосподарське виробництво. Протягом XVIII століття Мікулашовиці стало важливим промисловим селом. Створюються перші млини та розвивається виробництво ножів. Виробництво ножів розпочав Ігнац Реслер в 1794. Підприємство отримало назву Малий завод металевих виробів (1817), а згодом перетворено на Фабрику металевих виробів наступника Ігнаца Реслера. Найвищого зростання галузь досягла в XIX столітті, коли були засновані й інші фабрики, такі як Франц Френцель (FRENIX) у 1870, Юліус Пілц у 1885, Губерт Нот тощо.
В 1955 на основі цих фірм була заснована національна компанія Mikov, яка й досі виробляє ножі у приміщенні колишньої компанії синів Ігнаца Реслера, як останнього носія цієї традиції. В 1891 у містечку була заснована Промислова школа різання (в 1954 вона переїхала до Варнсдорфа, незважаючи на протести городян).
На початку ХХ століття Мікулашовиці стало одним із найбільших сіл Австро-Угорщини. 1 лютого 1916 імператор Франц Йосиф I надав поселенню статус міста.
В 1938, після відокремлення Судетської області, більшість чеського населення виїхала до внутрішніх районів.
В 1938 — 1945 місто було окуповане Німеччиною. У роки війни на фабриках працювало багато примусових робітників та військовополонених. Звільнене польськими солдатами в травні 1945 та відновлене у Чехословаччині. На завершальних етапах Другої світової війни, у травні 1945, польські солдати звільнили в’язнів підтабору Бауцена концтабору Гросс-Розен, евакуйованих німцями з  Бауцена до Мікулашовиці.

## Видатні люди
- Франц Дітріх (1815–1859), патологоанатом
- Енні Фрінд (1900–1987), оперна співачка сопрано
- Оскар Шефер (1921–2011), володар лицарського хреста

## Населення
| Рік  | Чисельність | Чисельність |
| ---- | ----------- | ----------- |
| 1869 | 5787        | [ 8 ]       |
| 1869 | 5787        | [ 4 ]       |
| 1880 | 6449        | [ 4 ]       |
| 1880 | 6449        | [ 8 ]       |
| 1890 | 6704        | [ 4 ]       |
| 1900 | 7109        | [ 4 ]       |
| 1900 | 7109        | [ 8 ]       |
| 1910 | 7665        | [ 8 ]       |

| Рік  | Чисельність | Чисельність |
| ---- | ----------- | ----------- |
| 1921 | 6640        | [ 8 ]       |
| 1930 | 6755        | [ 8 ]       |
| 1950 | 3044        | [ 8 ]       |
| 1961 | 2741        | [ 8 ]       |
| 1970 | 2631        | [ 8 ]       |
| 1980 | 2747        | [ 8 ]       |
| 1991 | 2546        | [ 8 ]       |
| 2001 | 2397        | [ 8 ]       |

| Рік  | Чисельність | Чисельність |
| ---- | ----------- | ----------- |
| 2011 | 2151        | [ 8 ]       |
| 2014 | 2204        | [ 9 ]       |
| 2016 | 2159        | [ 10 ]      |
| 2017 | 2178        | [ 11 ]      |
| 2018 | 2179        | [ 12 ]      |
| 2019 | 2189        | [ 13 ]      |
| 2020 | 2182        | [ 14 ]      |
| 2021 | 2111        | [ 15 ]      |

| Рік  | Чисельність | Чисельність |
| ---- | ----------- | ----------- |
| 2021 | 1998        | [ 16 ]      |
| 2022 | 2076        | [ 17 ]      |
| 2023 | 2063        | [ 18 ]      |
| 2024 | 2077        | [ 19 ]      |
| 2025 | 2092        | [ 6 ]       |

| Рік  | Чисельність | Чисельність |
| ---- | ----------- | ----------- |
| 1869 | 5787        | [ 8 ]       |
| 1869 | 5787        | [ 4 ]       |
| 1880 | 6449        | [ 4 ]       |
| 1880 | 6449        | [ 8 ]       |
| 1890 | 6704        | [ 4 ]       |
| 1900 | 7109        | [ 4 ]       |
| 1900 | 7109        | [ 8 ]       |
| 1910 | 7665        | [ 8 ]       |

| Рік  | Чисельність | Чисельність |
| ---- | ----------- | ----------- |
| 1921 | 6640        | [ 8 ]       |
| 1930 | 6755        | [ 8 ]       |
| 1950 | 3044        | [ 8 ]       |
| 1961 | 2741        | [ 8 ]       |
| 1970 | 2631        | [ 8 ]       |
| 1980 | 2747        | [ 8 ]       |
| 1991 | 2546        | [ 8 ]       |
| 2001 | 2397        | [ 8 ]       |

| Рік  | Чисельність | Чисельність |
| ---- | ----------- | ----------- |
| 2011 | 2151        | [ 8 ]       |
| 2014 | 2204        | [ 9 ]       |
| 2016 | 2159        | [ 10 ]      |
| 2017 | 2178        | [ 11 ]      |
| 2018 | 2179        | [ 12 ]      |
| 2019 | 2189        | [ 13 ]      |
| 2020 | 2182        | [ 14 ]      |
| 2021 | 2111        | [ 15 ]      |

| Рік  | Чисельність | Чисельність |
| ---- | ----------- | ----------- |
| 2021 | 1998        | [ 16 ]      |
| 2022 | 2076        | [ 17 ]      |
| 2023 | 2063        | [ 18 ]      |
| 2024 | 2077        | [ 19 ]      |
| 2025 | 2092        | [ 6 ]       |

## Галерея

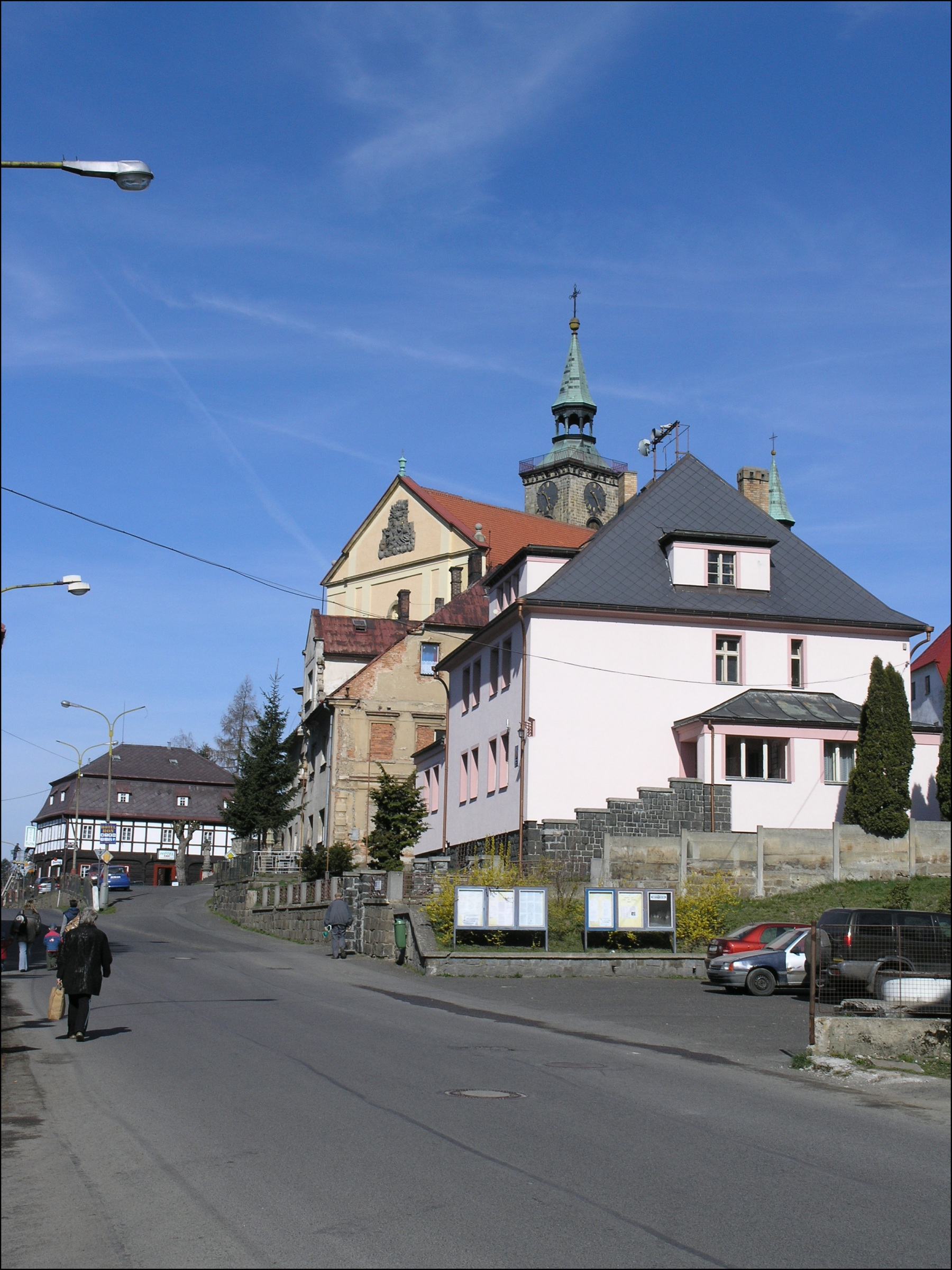
Ратуша та церква Св. Миколая
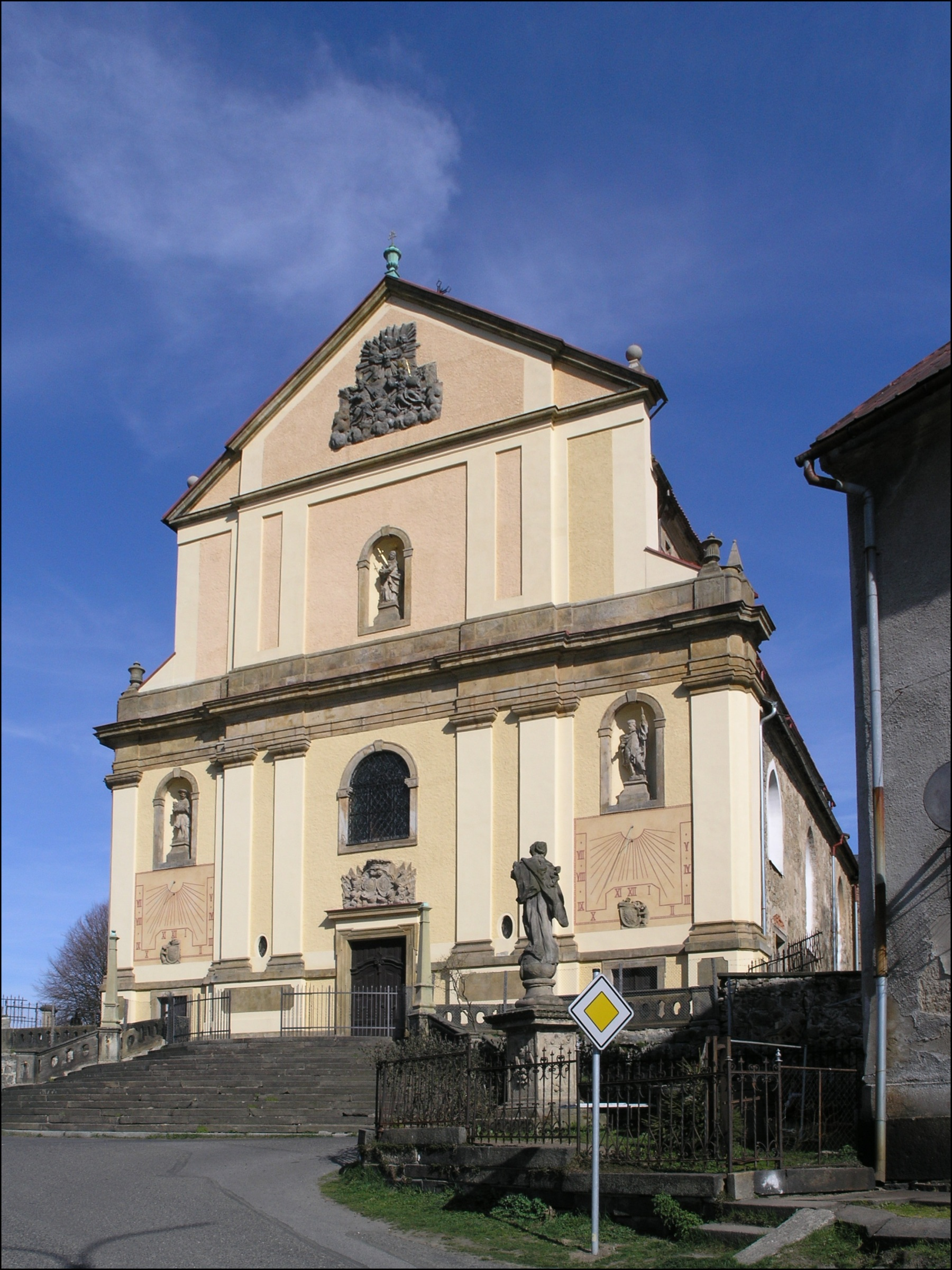
Барокова церква Св.Миколая
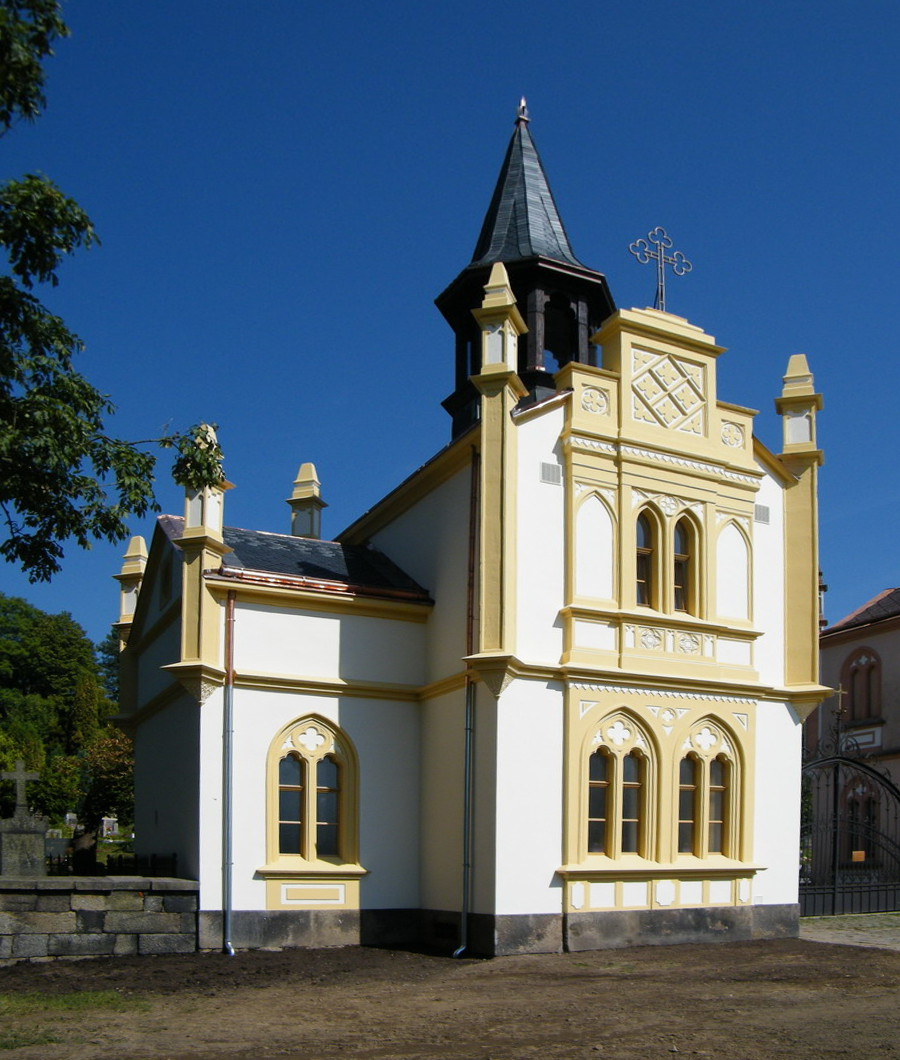
Церква Вознесіння Господнього
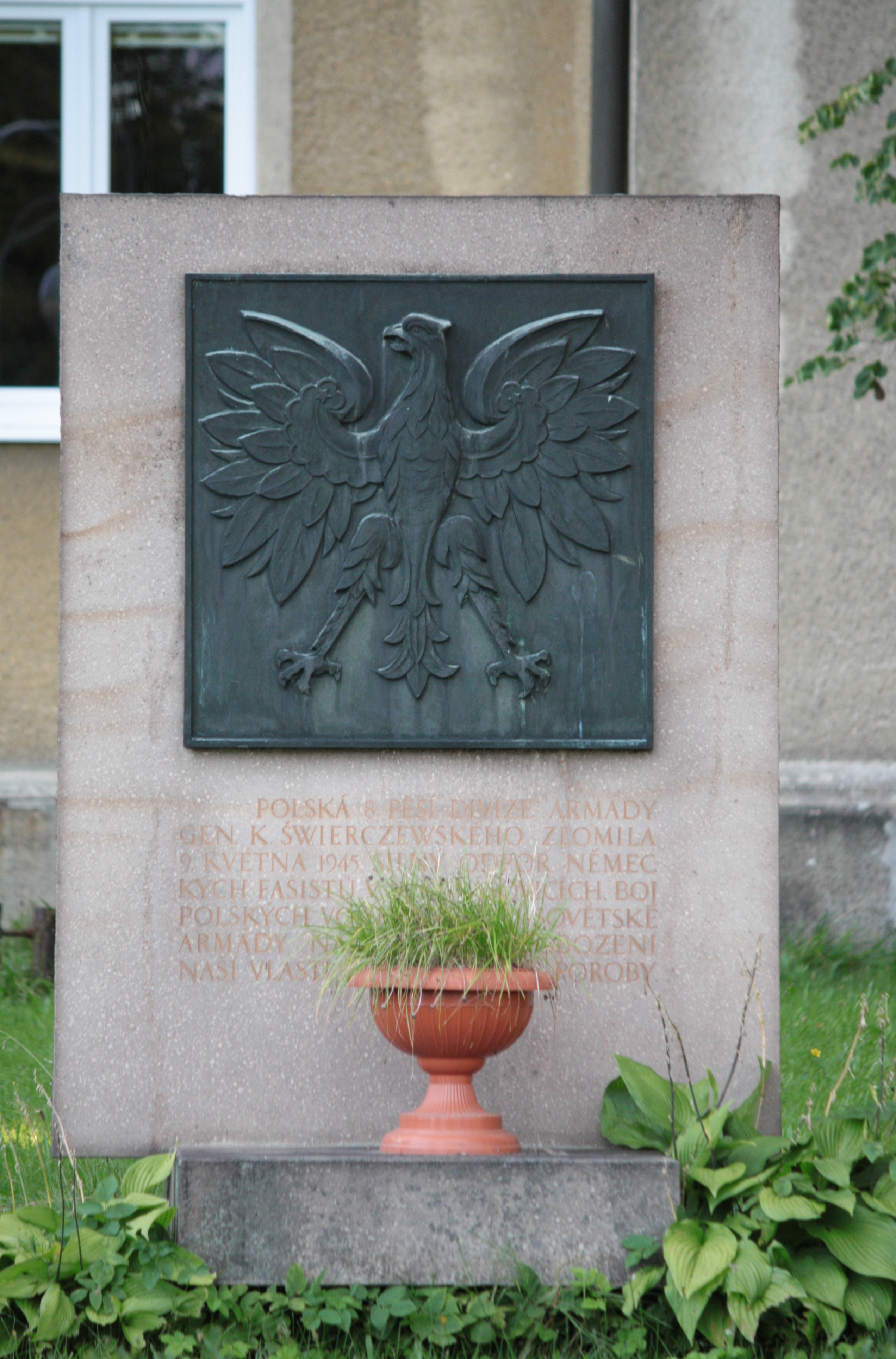
Пам'ятник, присвячений звільненню міста поляками в 1945
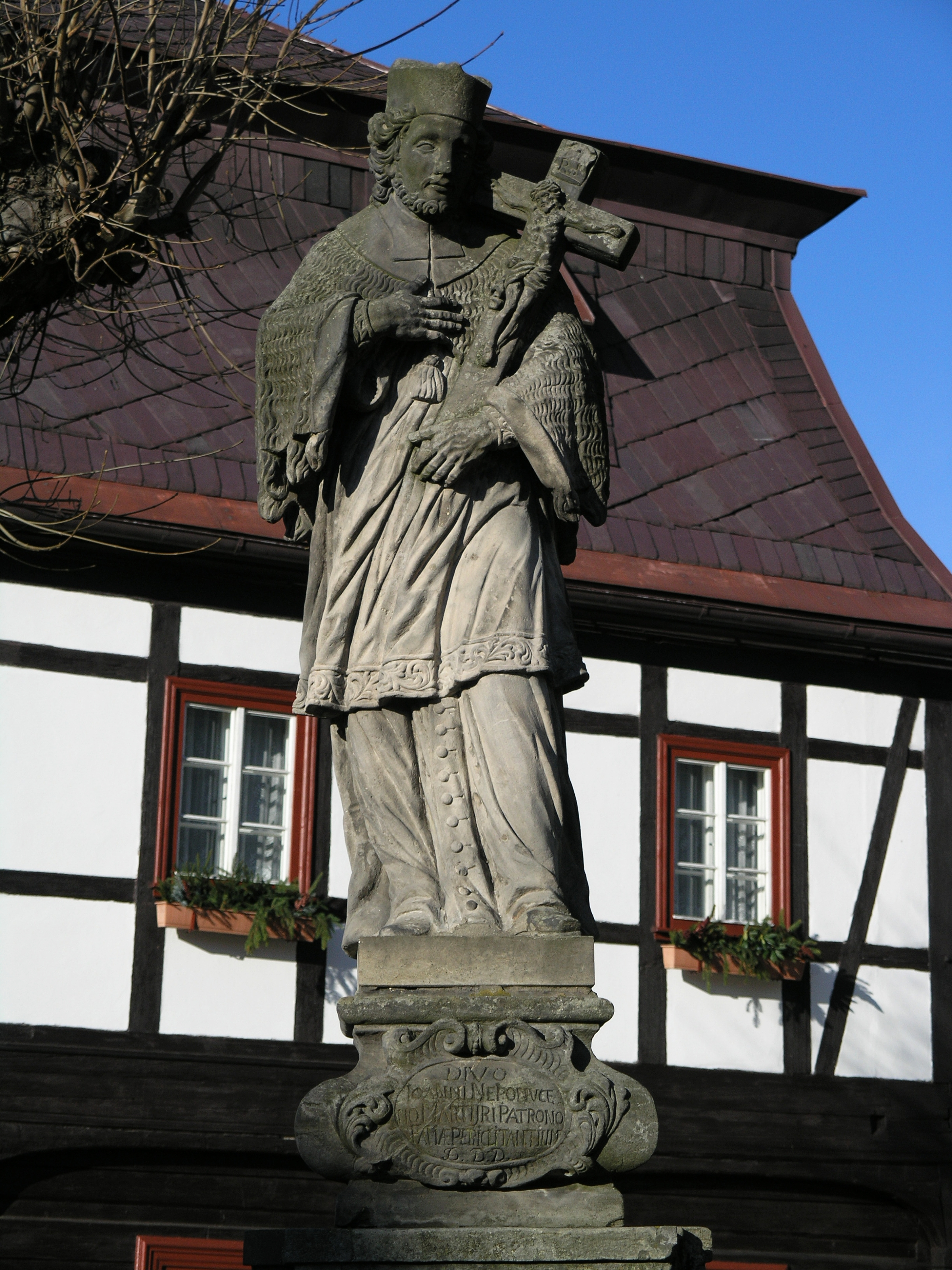
Статуя св.Яна Непомуцького
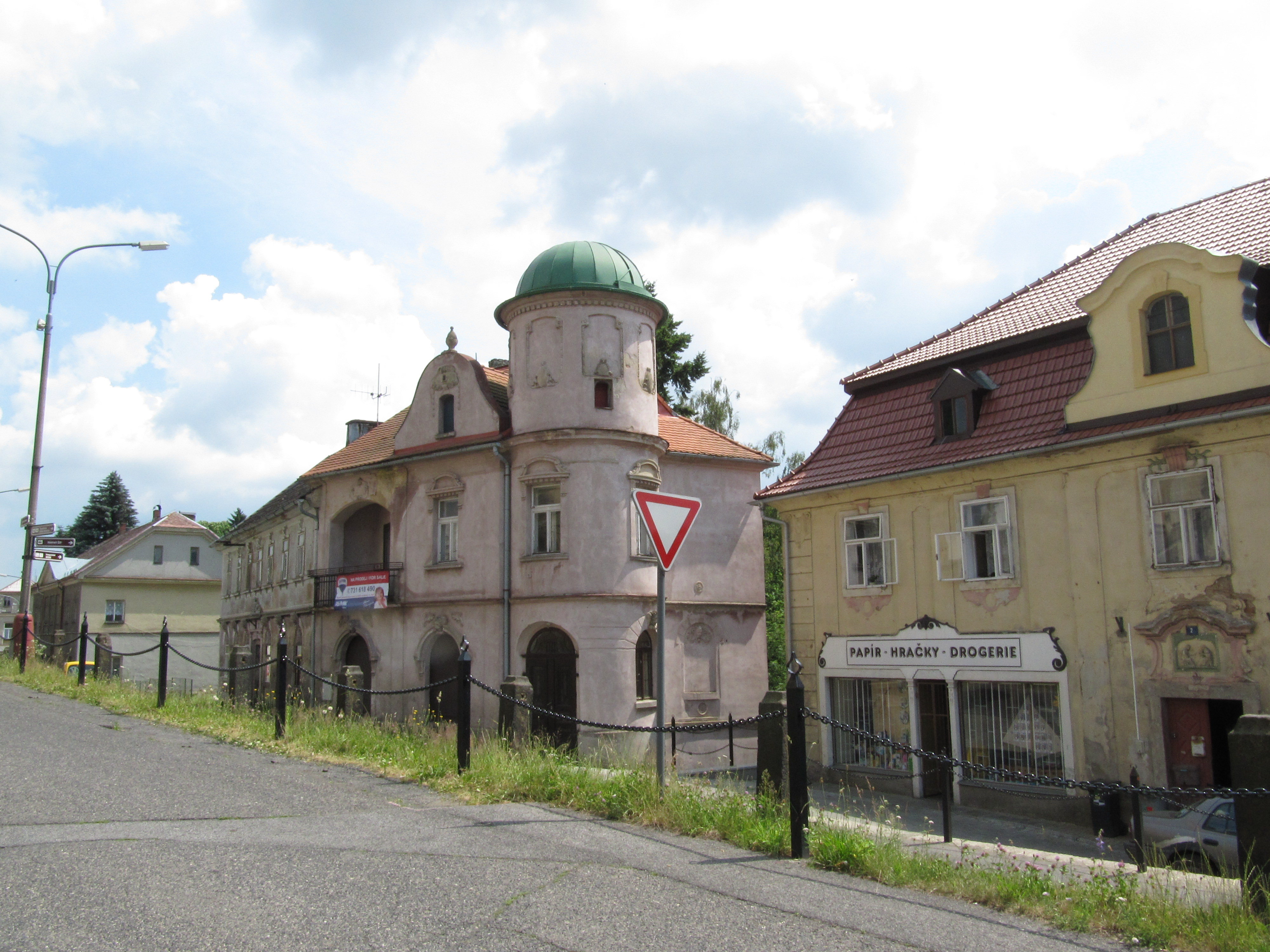
Обсерваторія Адольфа Краузе
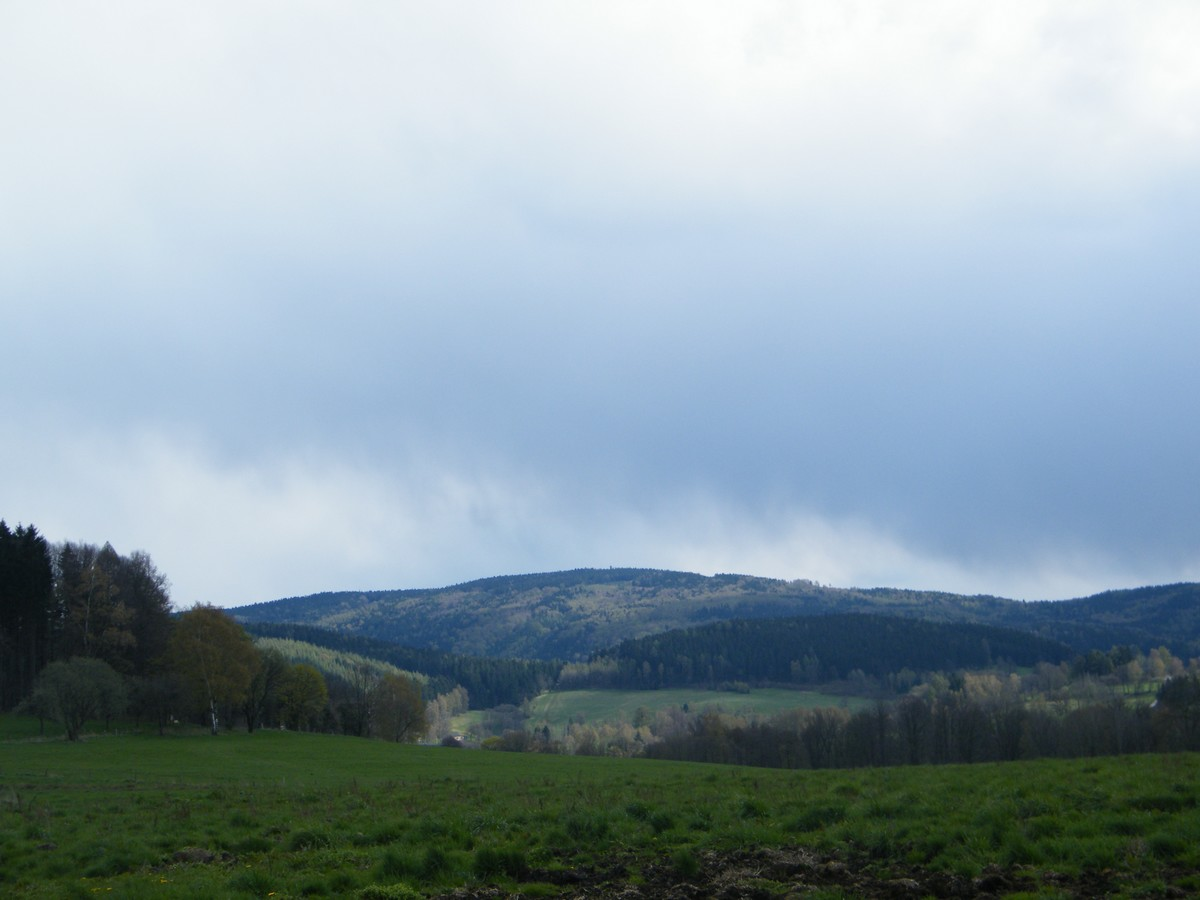
Найвища точка місцевості — пагорб Танечніце
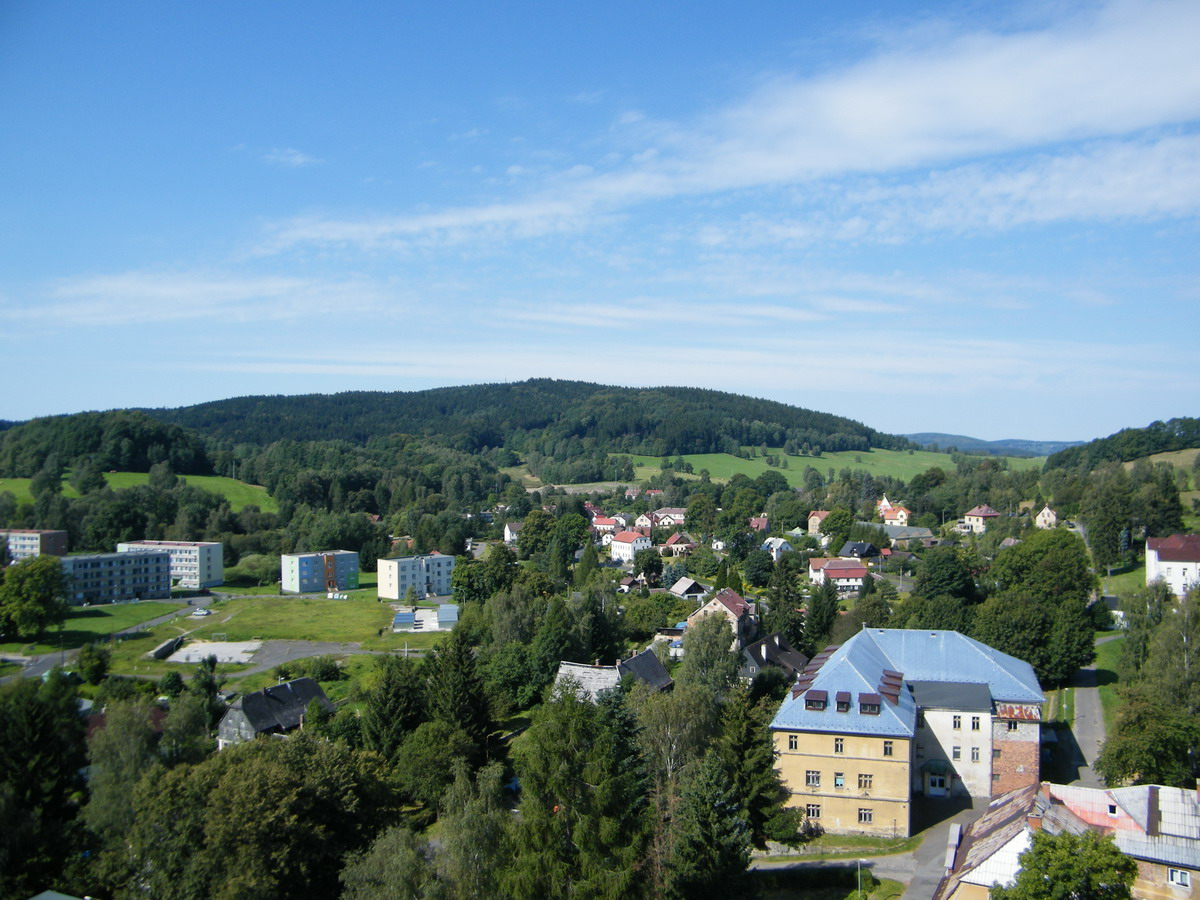
Краєвид із вежі костелу